# Achill Sound
Achill Sound (iriska: Gob an Choire) är en ort i republiken Irland.   Den ligger i grevskapet Maigh Eo och provinsen Connacht, i den nordvästra delen av landet. Achill Sound ligger 29 meter över havet och antalet invånare är 275.
Terrängen runt Achill Sound är kuperad åt sydväst, men åt nordost är den platt. Trakten runt Achill Sound är en mosaik av gräsmarker, skog, jordbruksmark och samhällen.